# Gary Hug
| (18055) Fernhildebrandt  | 11. Oktober 1999  | [1] |
| (23989) Farpoint         | 3. September 1999 | [1] |
| (24265) Banthonytwarog   | 13. Dezember 1999 | [1] |
| (24305) Darrellparnell   | 26. Dezember 1999 | [1] |
| (24308) Cowenco          | 29. Dezember 1999 | [1] |
| (25594) Kessler          | 29. Dezember 1999 | [1] |
| (50768) Ianwessen        | 27. März 2000     |     |
| (51569) Garywessen       | 18. April 2001    |     |
| (53316) Michielford      | 9. Mai 1999       |     |
| (54439) Topeka           | 29. Juni 2000     |     |
| - [1] mit Graham E. Bell |                   |     |

Gary Hug ist ein US-amerikanischer Amateurastronom und Asteroidenentdecker. Er betreibt zusammen mit seinem Kollegen Graham E. Bell das Farpoint-Observatorium der Northeast Kansas Amateur Astronomers League (NEKAAL) in Eskridge, Kansas.
Im Rahmen seiner Beobachtungen entdeckte er zwischen 1999 und 2006 über 50 Asteroiden. Darüber hinaus ist er der Mitentdecker des kurzperiodischen Kometen 178P/Hug-Bell.

## Auszeichnungen
Er ist, zusammen mit zwei anderen Amateurastronomen, der Empfänger des Gene Shoemaker NEO Grant des Jahres 2009.